# Benslimane
Benslimane (arabisch بنسليمان, Zentralatlas-Tamazight ⵢⵜ ⵙⵍⵉⵎⴰⵏ Ayt Sliman) ist die ca. 65.000 Einwohner zählende Hauptstadt der Provinz Benslimane im Norden des historischen Gebietes der Chaouia in der heutigen marokkanischen Region Casablanca-Settat. Die Stadt ist nach Mohammed Benslimane, einem Sufi-Heiligen, benannt, dessen Schrein sich ca. 1 km südwestlich der Stadt befindet.

## Lage und Klima
Die Stadt Benslimane liegt ca. 55 km (Fahrtstrecke) östlich von Casablanca bzw. knapp 60 km südwestlich der marokkanischen Hauptstadt Rabat in einer Höhe von ca. 255 m. Das vom Atlantik beeinflusste Klima ist gemäßigt bis warm; Regen (ca. 450 mm/Jahr) fällt eigentlich nur im Winterhalbjahr.

## Bevölkerung
| Jahr      | 1994   | 2004   | 2014   | 2024   |
| Einwohner | 36.977 | 46.478 | 57.101 | 67.317 |

Die Bevölkerung sind meist Nachkommen der Ziaida, eines Arabisch sprechenden Stammes mit berberischer Herkunft aus dem Zusammenschluss von Sanhādscha und Mdakra (oder Ouled Ali). Ein Großteil der heutigen Bevölkerung ist jedoch berberischer Abstammung und seit den 1960er Jahren aus den Bergregionen Marokkos zugewandert.

## Wirtschaft
Die Stadt bietet die nowrwendige Infrastruktur in den Bereichen Verwaltung und Infrastruktur etc. Hauptwirtschaftsfaktor der Region ist die Landwirtschaft. Seit 2006 ist Benslimane durch einen Flughafen zu erreichen. Seit 2022 wird eine Produktions- und Abfüllanlage für Impfstoffe gebaut.

## Geschichte
Die ersten Bewohner des Regierungsbezirks waren die Bargawata, eine Bevölkerungsgruppe von Berbern im Maghreb. Die Almohaden-Dynastie appellierte um das Jahr 1140 an die Araber der Banu Hilal und Banu Sulaym, sich an ihrer Seite in al-Andalus an dem südspanischen Konflikt in der Schlacht bei Alarcos zu beteiligen. Als Belohnung wurde ihnen Land versprochen. Die Ländereien, die verliehen wurden, befanden sich vor allem in den Ebenen im Nordosten Marokkos in Atlantiknähe (Doukkala, Chaouia, Sraghna etc.) und der Westsahara.
Im Jahr 1907 gründete die Französische Armee im Zuge einer Kampagne gegen Marokko hier einen militärischen Stützpunkt, das Camp Boulhaut. Eine Rebellion gegen die Besetzung Marokkos durch die Franzosen nahm in Ben Slimane ihren Anfang. Der Gründung des Stützpunkts folgte die Errichtung einer Militärsiedlung, die sich in der Folge entlang der Straße, die nach Bouznika führt, ausdehnte. Während des Französischen Protektorats gehörte die Gegend zur autonomen Teilregion von Casablanca. Sie wurde anschließend in drei zivile Bezirke unterteilt: Chaouia-Nord (Casablanca) Chaouia-Center (Berrechid) und Chaouia-Süd (Settat).

## Sehenswürdigkeiten
Die relativ junge Stadt hat keine historisch oder kulturell bedeutsamen Sehenswürdigkeiten.